# Rendez-vous ’87
Rendez-vous ’87 były to dwa mecze towarzyskie rozegrane pomiędzy reprezentacją ZSRR a All-Stars z ligi NHL. Mecze te były rozgrywane 11 oraz 13 lutego 1987 roku w kanadyjskim Québecu. Reprezentacja ZSRR otrzymała za występ w Rendez-vous ’87 80 tys. dolarów natomiast gwiazdy NHL otrzymały 350 tys. dolarów na fundusz emerytalny.

## Pierwszy mecz
Rozegrany 11 lutego 1987 roku w hali Colisée Pepsi w Québec.
|                   | NHL All-Stars | ZSRR |
| Wynik             | 4 | 3 |
| Trener            | Jean Perron (Montreal Canadiens) | Wiktor Tichonow (CSKA Moskwa) |
| Asystenci trenera | Michel Bergeron (Quebec Nordiques) Bob Johnson (Calgary Flames) | Igor Dmitrijew (Chimik Woskriesiensk) |
| ----------------- | --- | --- |
| Składy            | - 1 - Clint Malarchuk (Quebec Nordiques) - 3 - Mike Ramsey (Buffalo Sabres) - 4 - Rod Langway (Washington Capitals) - 5 - Rick Green (Montreal Canadiens) - 6 - Ray Bourque (Boston Bruins) - 8 - Ulf Samuelsson (Hartford Whalers) - 9 - Glenn Anderson (Edmonton Oilers) - 10 - Dale Hawerchuk (Winnipeg Jets) - 11 - Mark Messier (Edmonton Oilers) - 14 - Kevin Dineen (Hartford Whalers) - 15 - Esa Tikkanen (Edmonton Oilers) - 16 - Michel Goulet (Quebec Nordiques) - 17 - Jari Kurri (Edmonton Oilers) - 19 - Kirk Muller (New Jersey Devils) - 20 - Dave Poulin (Philadelphia Flyers) - 24 - Doug Wilson (Chicago Blackhawks) - 25 - Chris Chelios (Montreal Canadiens) - 28 - Tomas Sandstrom (New York Rangers) - 31 - Grant Fuhr (Edmonton Oilers) - 32 - Claude Lemieux (Montreal Canadiens) - 66 - Mario Lemieux (Pittsburgh Penguins) - 99 - Wayne Gretzky (Edmonton Oilers, kapitan) | - 1 - Siergiej Mylnikow (Traktor Czelabińsk) - 2 - Wiaczesław Fietisow (CSKA Moskwa, kapitan) - 4 - D Igor Stielnow (CSKA Moskwa) - 5 - D Wasilij Pierwuchin (Dinamo Moskwa) - 6 - D Michaił Tatarinow (Dinamo Moskwa) - 7 - D Aleksiej Kasatonow (CSKA Moskwa) - 8 - D Aleksiej Gusarow (CSKA Moskwa) - 9 - RW Władimir Krutow (CSKA Moskwa) - 11 - C Igor Łarionow (CSKA Moskwa) - 12 - D Siergiej Starikow (CSKA Moskwa) - 13 - F Walerij Kamienski (CSKA Moskwa) - 14 - D Zinetuła Bilaletdinow (Dinamo Moskwa) - 15 - LW Andriej Chomutow (CSKA Moskwa) - 16 - RW Siergiej Swietłow (Dinamo Moskwa) - 18 - C Aleksandr Siemak (Dinamo Moskwa) - 19 - RW Michaił Warnakow (Torpedo Gorki) - 20 - G Jewgienij Biełoszejkin (CSKA Moskwa) - 22 - LW Siergiej Priachin (Krylja Sowietow Moskwa) - 24 - LW Siergiej Makarow (CSKA Moskwa) - 27 - C Wiaczesław Bykow (CSKA Moskwa) - 29 - LW Jurij Chmylow (Krylja Sowietow Moskwa) - 30 - C Anatolij Siemionow (Dinamo Moskwa) |
| Bramki            | - Kurri (Gretzky, Tikkanen) 5:23 1 tercja - Anderson (M. Lemieux) 17:00 2 tercja - Dineen (Poulin, Hawerchuk) 7:03 3 tercja - Poulin (M. Lemieux, Wilson) 18:45 3 tercja | - Kasatonow (Makarow) 18:42 2 tercja - Bykow (Chomutow, Starikow) 2:03 3 tercja - Siemionow (Tatarinow, Warnakow) 8:04 3 tercja |
| Kary              | - C. Lemieux 10:30 1 tercja - Bourque 15:34 1 tercja - Hawerchuk 12:28 2 tercja - Tikkanen 8:18 3 tercja | - ławka (Kamienski) 14:37 2 tercja |
| Strzały na bramkę | 11–9–7–27 | 5–9–10–24 |

- Sędzia główny: Siergiej Morozow
- Sędziowie liniowi: Ron Finn, Ray Scapinello

## Drugi mecz
Rozegrany 13 lutego 1987 roku w hali Colisée Pepsi w Québec.
|                   | NHL All-Stars | ZSRR |
| Wynik             | 3 | 5 |
| Trener            | Jean Perron (Montreal Canadiens) | Wiktor Tichonow (CSKA Moskwa) |
| Asystenci trenera | Michel Bergeron (Quebec Nordiques) Bob Johnson (Calgary Flames) | Igor Dimitriew (Chimik Woskriesiensk) |
| ----------------- | --- | --- |
| Składy            | - 1 - G Clint Malarchuk (Quebec Nordiques) - 3 - D Mike Ramsey (Buffalo Sabres) - 4 - D Rod Langway (Washington Capitals) - 5 - D Rick Green (Montreal Canadiens) - 6 - D Ray Bourque (Boston Bruins) - 8 - D Ulf Samuelsson (Hartford Whalers) - 9 - LW Glenn Anderson (Edmonton Oilers) - 10 - C Dale Hawerchuk (Winnipeg Jets) - 11 - C Mark Messier (Edmonton Oilers) - 14 - RW Kevin Dineen (Hartford Whalers) - 15 - RW Esa Tikkanen (Edmonton Oilers) - 16 - RW Michel Goulet (Quebec Nordiques) - 17 - RW Jari Kurri (Edmonton Oilers) - 19 - LW Kirk Muller (New Jersey Devils) - 21 - D Normand Rochefort (Quebec Nordiques) - 20 - C Dave Poulin (Philadelphia Flyers) - 24 - D Doug Wilson (Chicago Blackhawks) - 25 - D Chris Chelios (Montreal Canadiens) - 31 - G Grant Fuhr (Edmonton Oilers) - 32 - RW Claude Lemieux (Montreal Canadiens) - 66 - C Mario Lemieux (Pittsburgh Penguins) - 99 - C Wayne Gretzky (Edmonton Oilers, kapitan) | - 1 - Siergiej Mylnikow (Traktor Czelabińsk) - 2 - Wiaczesław Fietisow (CSKA Moskwa, kapitan) - 4 - Igor Stielnow (CSKA Moskwa) - 5 - Wasilij Pierwuchin (Dinamo Moskwa) - 6 - Michaił Tatarinow (Dinamo Moskwa) - 7 - Aleksiej Kasatonow (CSKA Moskwa) - 8 - Aleksiej Gusarow (CSKA Moskwa) - 9 - Władimir Krutow (CSKA Moskwa) - 10 - Wiaczesław Ławrow, (SKA Leningrad) - 11 - Igor Łarionow (CSKA Moskwa) - 12 - Siergiej Starikow (CSKA Moskwa) - 13 - Walerij Kamienski (CSKA Moskwa) - 14 - Zinetuła Bilaletdinow (Dinamo Moskwa) - 15 - Andriej Chomutow (CSKA Moskwa) - 16 - Siergiej Swietłow (Dinamo Moskwa) - 18 - Aleksandr Siemak (Dinamo Moskwa) - 20 - Jewgienij Biełoszejkin (CSKA Moskwa) - 21 - Siergiej Niemczinow, (Krylja Sowietow Moskwa) - 22 - Siergiej Priachin (Krylja Sowietow Moskwa) - 24 - Siergiej Makarow (CSKA Moskwa) - 27 - Wiaczesław Bykow (CSKA Moskwa) - 29 - Jurij Chmylow (Krylja Sowietow Moskwa) |
| Bramki            | - Messier (Kurri, Gretzky) 3:32 1 tercja - Wilson (Gretzky, Goulet) 7:33 3 tercja - Bourque (Lemieux, Gretzky) 19:23 3 tercja | - Kamienski (Chomutow, Bykow) 3:13 2 tercja - Krutow (Fietisow, Łarionow) 5:41 2 tercja - Kamienski (bez asysty) 19:41 2 tercja - Krutow (Łarionow) 9:19 3 tercja - Chomutow (Kamienski) 12:59 3 tercja |
| Kary              | - Anderson 9:50 1 tercja - C. Lemieux 11:33 1 tercja | - Niemczinow 3:22 1 tercja - Krutow 9:50 1 tercja - Fietisow 17:04 1 tercja - Niemczinow 6:05 3 tercja - Kasatonow 11:46 3 tercja - Priachin 17:20 3 tercja |
| Strzały na bramkę | 6–13–12–31 | 7–9–13–29 |

- Sędzia główny: Dave Newell
- Sędziowie liniowi: Ron Finn, Ray Scapinello